# Apollo 4
Apollo 4 ou AS-501 (Apollo-Saturn 501) est la première mission spatiale du programme Apollo qui met en œuvre la fusée spatiale Saturn V, la plus puissante fusée à avoir été opérationnelle. Développé par l'agence spatiale américaine (la NASA), le lanceur géant de 3000 tonnes est conçu pour emporter les vaisseaux qui doivent déposer un équipage à la surface de la Lune d'ici la fin de la décennie afin de répondre aux objectifs fixés par le président américain John Fitzgerald Kennedy. Pour tenir un calendrier très serré les responsables du programme ont décidé de tester dès son premier vol le lanceur complet (scénario all up) malgré sa taille et l'utilisation de deux moteurs-fusées aux caractéristiques hors normes.
Lancée le 9 novembre 1967 depuis le centre spatial Kennedy la mission a pour objectif de valider le fonctionnement du lanceur Saturn V et emporte une charge utile constituée d'un vaisseau Apollo opérationnel et d'une maquette du module lunaire. Apollo 4 doit reproduire les phases d'une mission lunaire se déroulant à proximité de la Terre : l'injection en orbite, la deuxième mise à feu du troisième étage pour l'injection sur une trajectoire vers la Lune, la rentrée atmosphérique à la vitesse d'un retour lunaire et l'amerrissage.
Les objectifs de la mission sont entièrement remplis : tous les étages de la fusée Saturn V fonctionnent parfaitement. Apollo 4 démontre la fiabilité du lanceur ainsi que de nouveaux éléments du module de commande et de service, notamment un bouclier thermique renforcé, testé pour la première fois dans des conditions proches de celles rencontrées lors d'une mission revenant de la lune. Le vaisseau Apollo amerrit dans l'Océan Pacifique environ 8 heures après son décollage.

## Contexte

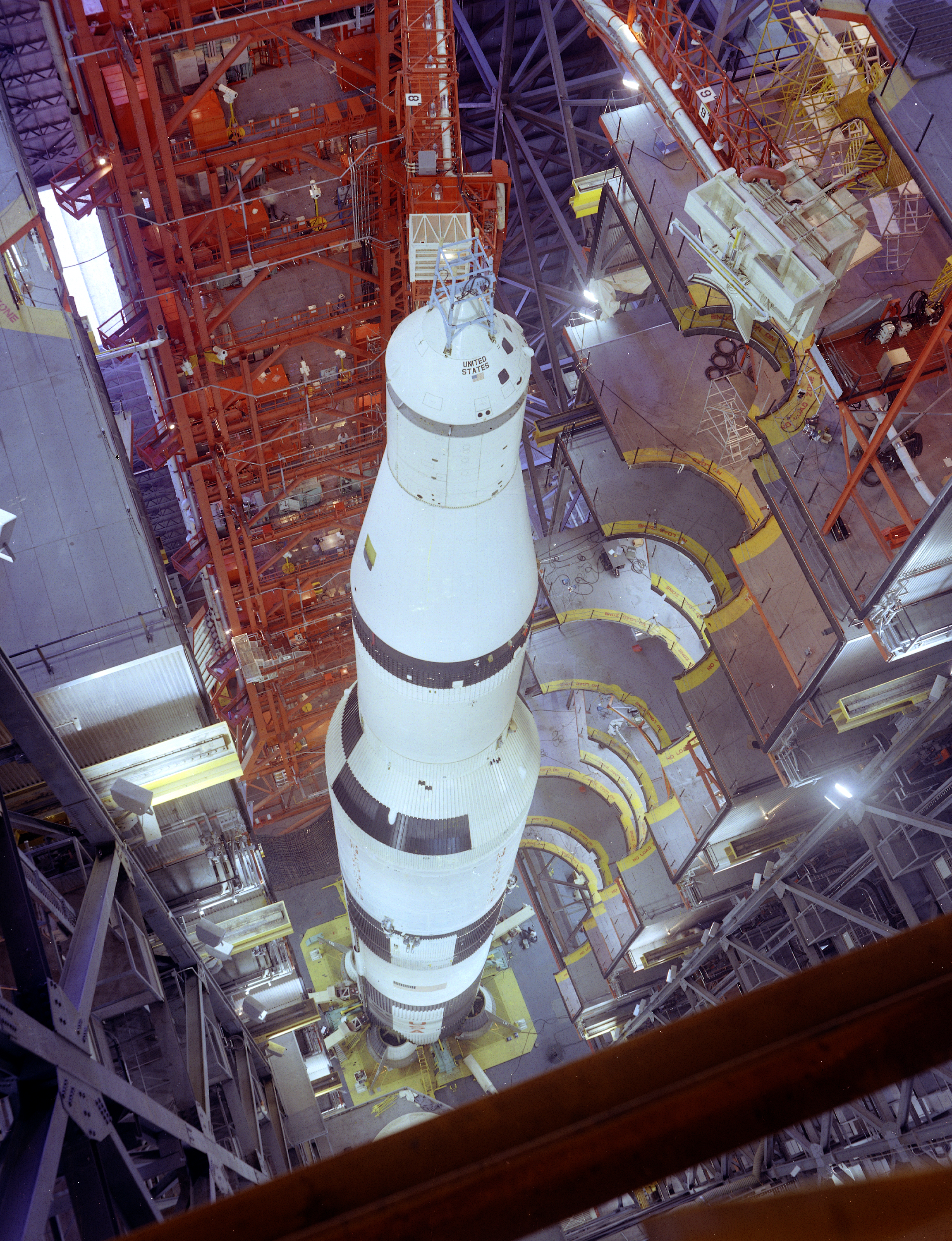
Le lanceur Saturn V complètement assemblé dans le VAB.

Cette mission marque la reprise du programme spatial Apollo un peu plus de neuf mois après l'incendie de la cabine d'Apollo 1, dans lequel périrent les astronautes Grissom, White et Chaffee. La mission porte le numéro 4 car il a été décidé en avril 1967 que les vols sans équipage AS-201 (26 février 1966), AS-203 (5 juillet 1966) et AS-202 (25 août 1966), lancés par des fusées Saturn IB, constituaient les trois premiers vols du programme Apollo.

## Objectifs
L'objectif principal de la mission est de tester la fusée Saturn V avec ses trois étages dans leur configuration opérationnelle. Malgré la complexité du lanceur géant, il a été décidé en 1963 pour réduire le nombre de vols et donc accélérer le calendrier, de ne pas tester chaque étage séparément mais de lancer le lanceur complet dès son premier vol. Cette décision est prise, en dépit des réticences des responsables du programme Apollo, pour tenir l'objectif fixé par le président John Fitzgerald Kennedy de déposer un équipage d'astronautes à la surface de la Lune avant la fin de la décennie.
La plus grosse fusée jamais construite doit décoller depuis le Launch Complex 39 (LC-39) du centre spatial Kennedy, bâti spécifiquement pour elle. Les deux premiers étages de la fusée, S-IC et S-II, sont utilisés pour la première fois. Avant ce vol le troisième étage, le S-IVB, a déjà volé à trois reprises en 1966 comme composant d'une fusée Saturn IB, mais son moteur doit être pour la première fois rallumé en orbite. Pour recueillir un maximum d'informations sur ces manœuvres, 4098 instruments de mesure sont embarqués.
Le lanceur emporte deux charges utiles :
- le module de commande/service, CSM-017, un modèle similaire à celui qui devait emmener les astronautes sur la Lune, mais destiné aux tests et privé des équipements indispensables à une mission habitée. Il possédait un bouclier thermique renforcé par rapport à celui prévu avant l'accident Apollo 1 ainsi qu'une nouvelle coiffe ;
- une maquette du module lunaire, dénommée LTA-10R (voir photo). Imitant assez peu extérieurement un véritable module, elle reprenait exactement sa masse, Grumman n'ayant pas eu le temps nécessaire de fournir le premier exemplaire (qui sera finalement testé deux mois plus tard sur Apollo 5).

## Préparation de la mission

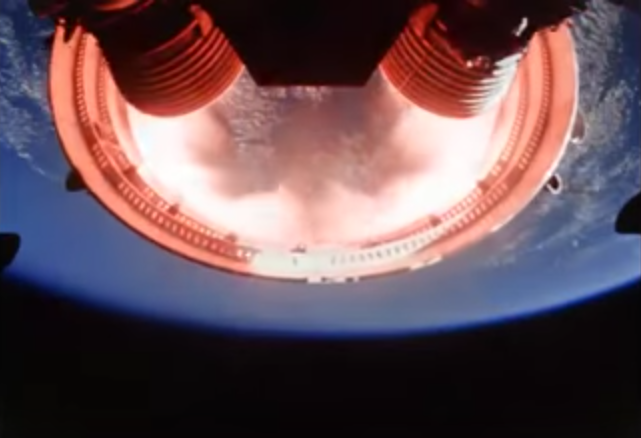
Apollo 4 S-ICS-II : Vue de la mise à feu depuis la caméra supérieure

La première pièce de la fusée qui arrive au centre spatial Kennedy est le troisième étage, développé par Douglas Aircraft. Il y est transporté par avion Pregnant Guppy, version d'un avion de ligne commercial dont le fuselage a été modifié pour transporter le S-IVB. Les deux autres étages, bien plus imposants, sont transportés par voie maritime. Cette opération est confiée à Boeing qui débarque à Michoud (en) le long de Banana River. Le second étage étant en retard, la fusée est malgré tout montée à la verticale, en lui préparant une place.
Le module de commande/service (CSM) arrive la veille de Noël 1966, suivi du second étage le 12 janvier 1967. L'accident d'Apollo 1 se produit deux semaines plus tard, retardant tout le programme. De plus, une vérification des câblages du module de commande/service révèle 1 407 problèmes. Le placement du second étage (S-II) se déroule le 23 février. Cependant, il doit être retiré aussitôt, alors que des criques sont découvertes sur un autre S-II, afin d'être inspecté (réservoir d'hydrogène liquide). Après vérification, la pièce n'étant pas défectueuse, elle est à nouveau installée. Le vaisseau Apollo est placé sur le lanceur le 20 juin et l'intégralité de ce dernier est placé sur le site de lancement le 26 août, soit six mois après la date originelle du lancement.

## Déroulement du vol

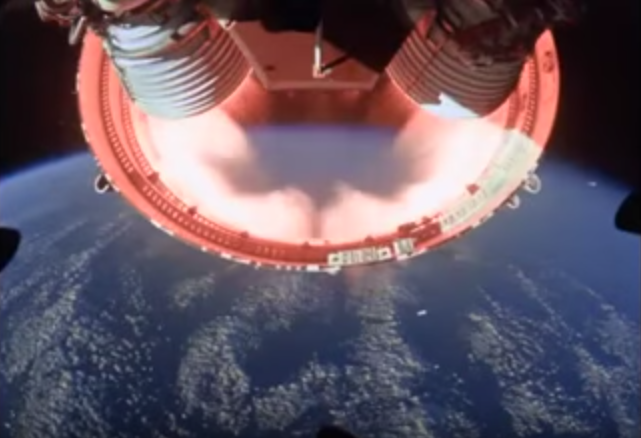
Séparation du premier étage.

Après une batterie de tests qui dure deux mois, la fusée est enfin prête à être lancée. Le carburant est introduit le 6 novembre avec au total 89 camions d'oxygène liquide (LOX), 28 camions d'hydrogène liquide (LH2) et 27 de kérosène raffiné (RP-1).
La poussée, 34 M N, de la fusée au démarrage provoque des ondes de choc ressenties dans tout le centre spatial Kennedy. En prévision de ceci, et au cas où la fusée exploserait, le LC-39 avait été construit à plus de 6 km du bâtiment d'assemblage. Cependant, les ondes de choc sont bien plus intenses que ce qui avait été prévu. Après l'incident, la NASA investit dans un système d'isolation sonore.
Le lancement est parfait, et plaça le troisième étage (S-IVB) et le module (CSM) sur une orbite à 185 km. Après deux révolutions, le S-IVB se rallume pour placer le vaisseau en orbite elliptique, d'apogée supérieure à 17 000 km. Ensuite, le CSM allume son propre moteur pour atteindre 18 076 km. Une fois passé le point le plus éloigné, le module de service allume son propre moteur afin d'augmenter la vitesse du vaisseau à près de 40 000 km/h, celle qu'aurait le module de commande en revenant de la Lune, puis rentre dans l'atmosphère.
Le vaisseau Apollo amerrit dans l'Océan Pacifique au nord-ouest d'Hawaï à 16 km de la position visée démontrant la précision de son système de navigation. Il est récupéré au bout de deux heures par le porte-avions Bennington.

## Données détaillées
- Mission : Apollo 4 (36 782 kg) sur Saturn V SA-501 (S-IC, S-II, S-IVB)
  - Module de commande/service : C/SM-017 (23 401 kg)
  - Module lunaire : LTA-10R (13 381 kg) Block I
- Récupération par l'USS Bennington
- Paramètres de vol :
  - orbite elliptique terrestre ;
  - apogée : 188 km ;
  - périgée : 183 km ;
  - période : 88,3 min.

## Galerie

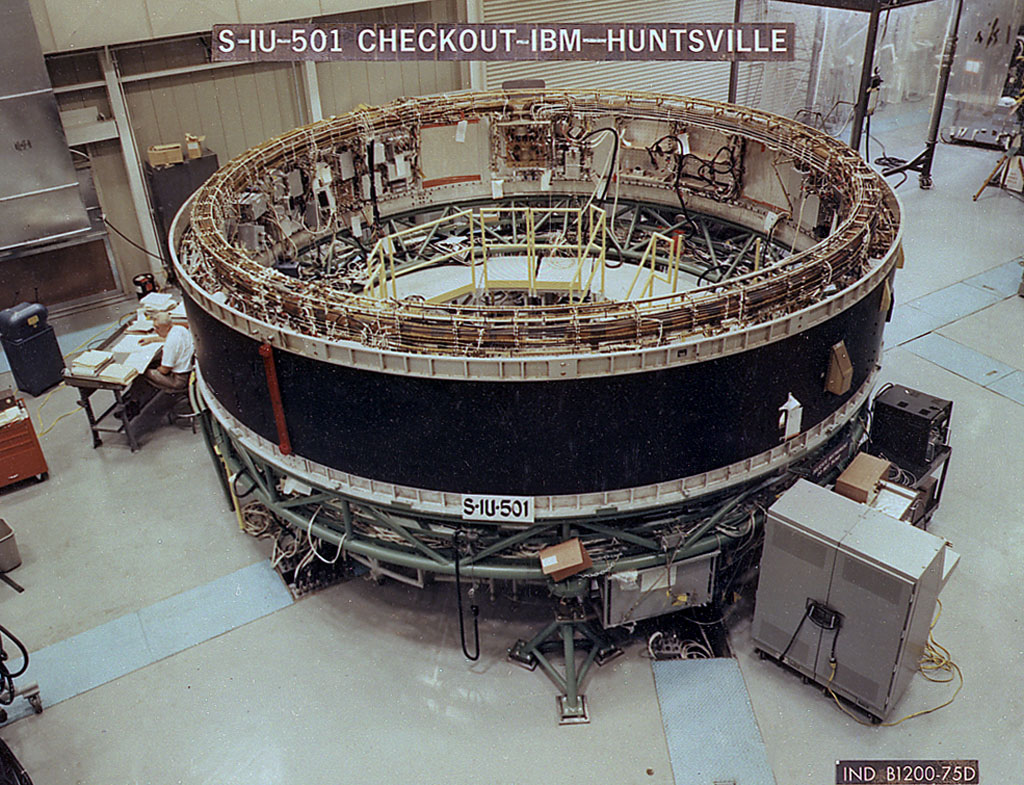
Construction de l'IU (Instrument Unit) à Huntsville
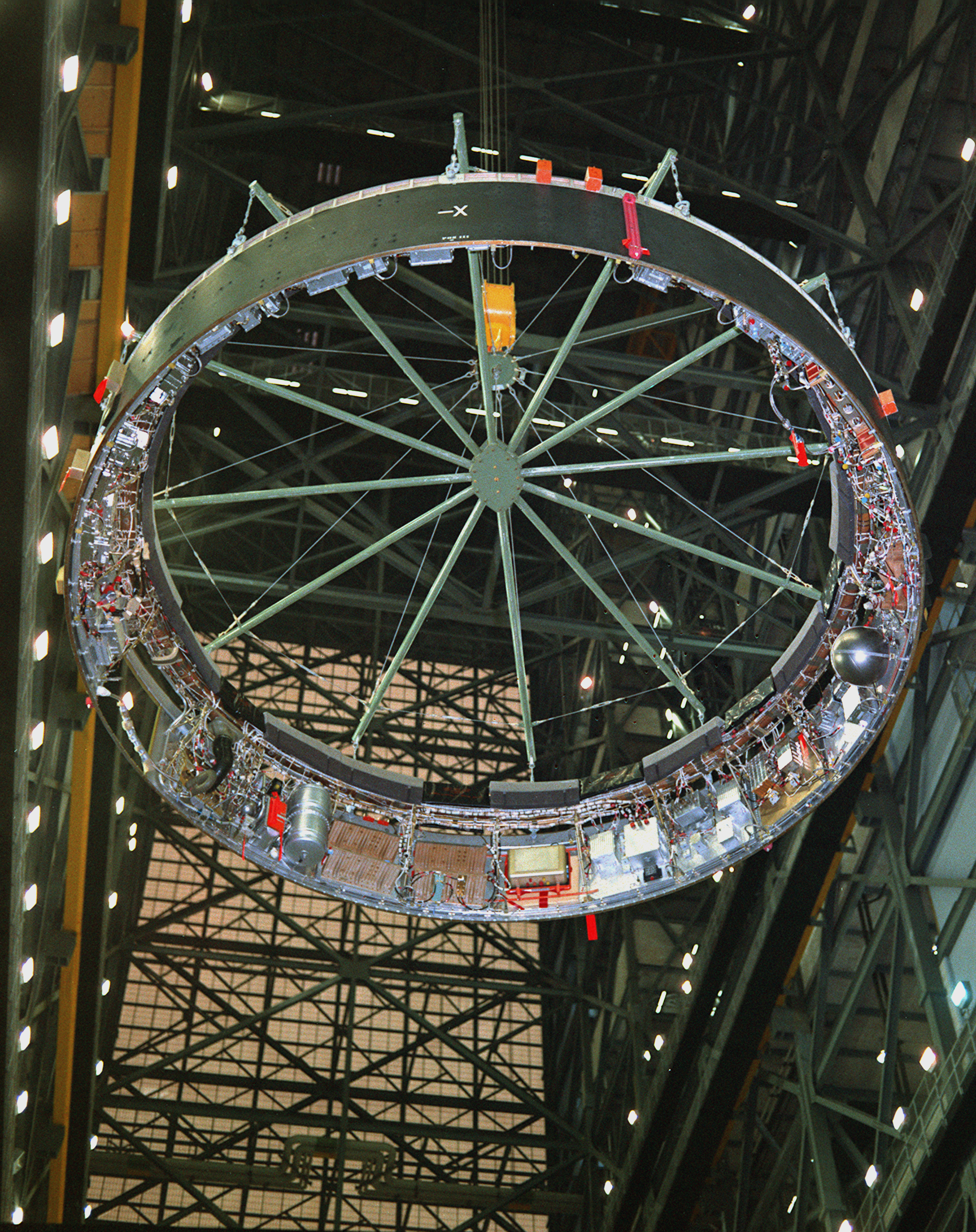
La case à instruments, cerveau électronique de la fusée
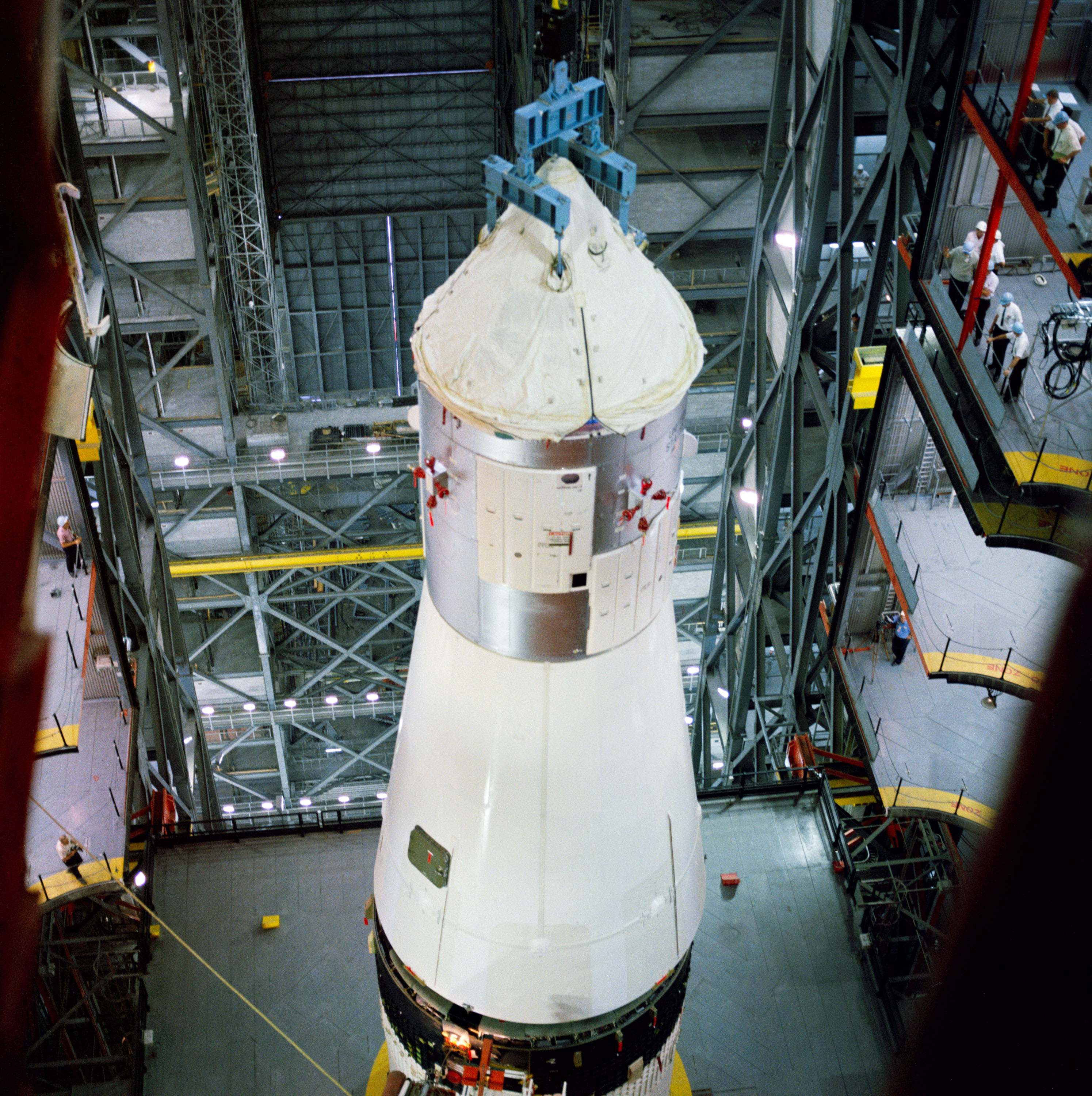
Assemblage du CSM au sommet de la fusée
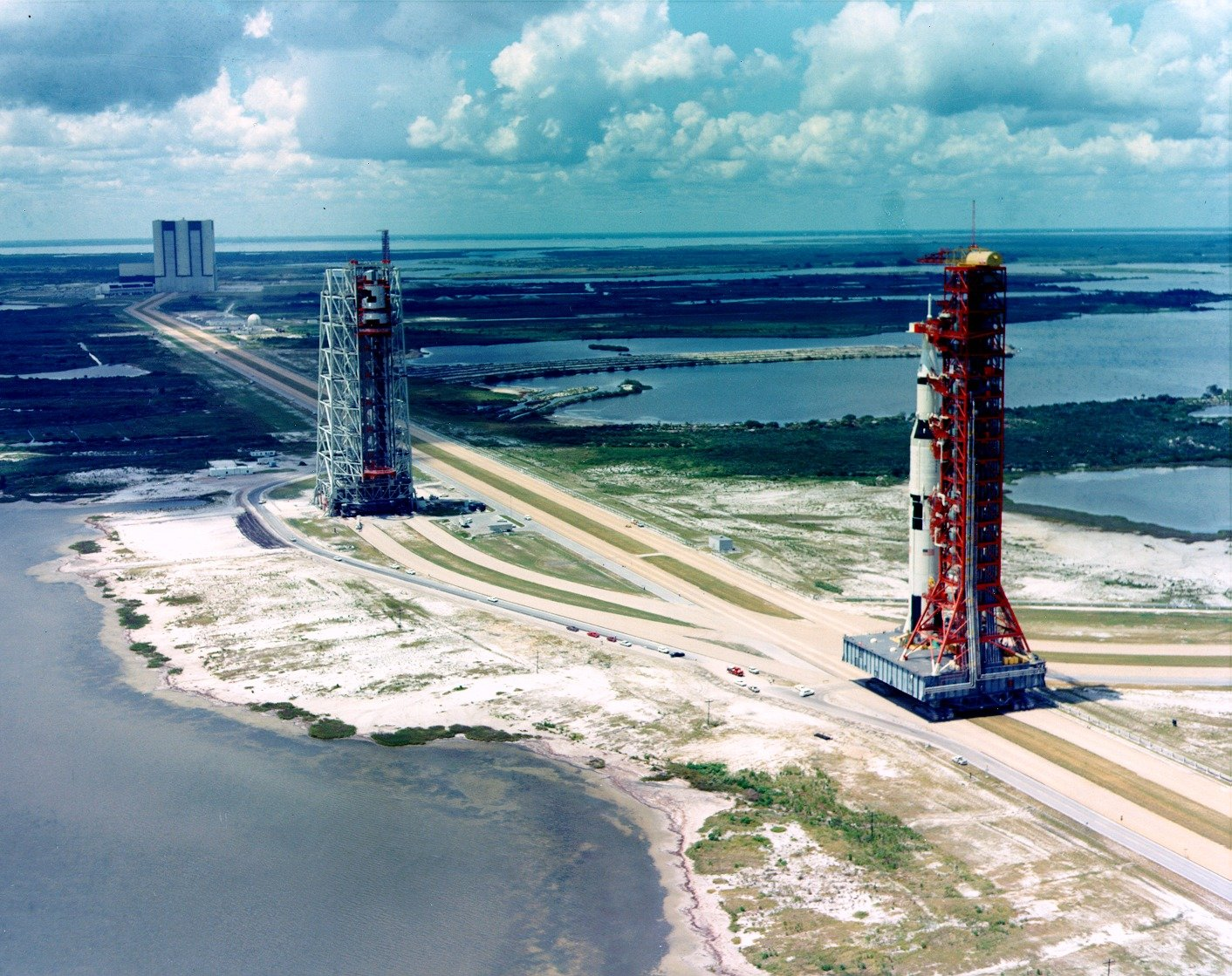
La fusée qui a quitté le VAB est transportée vers son pas de tir
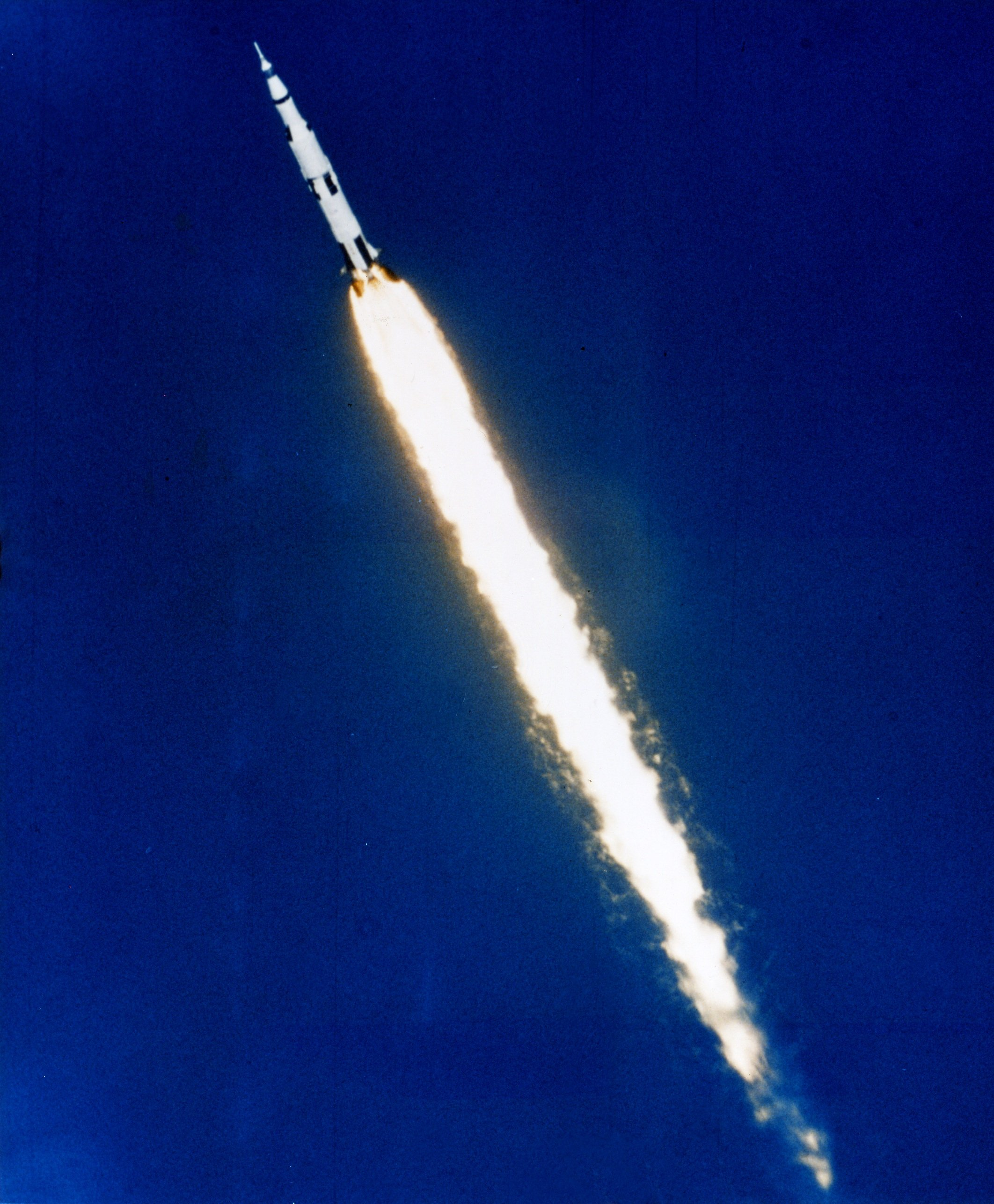
La fusée Saturn V en pleine ascension
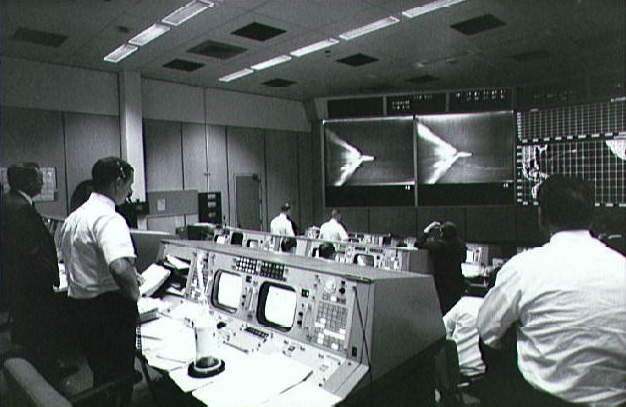
Le centre de contrôle
La Terre photographiée depuis une distance de 18 000 km
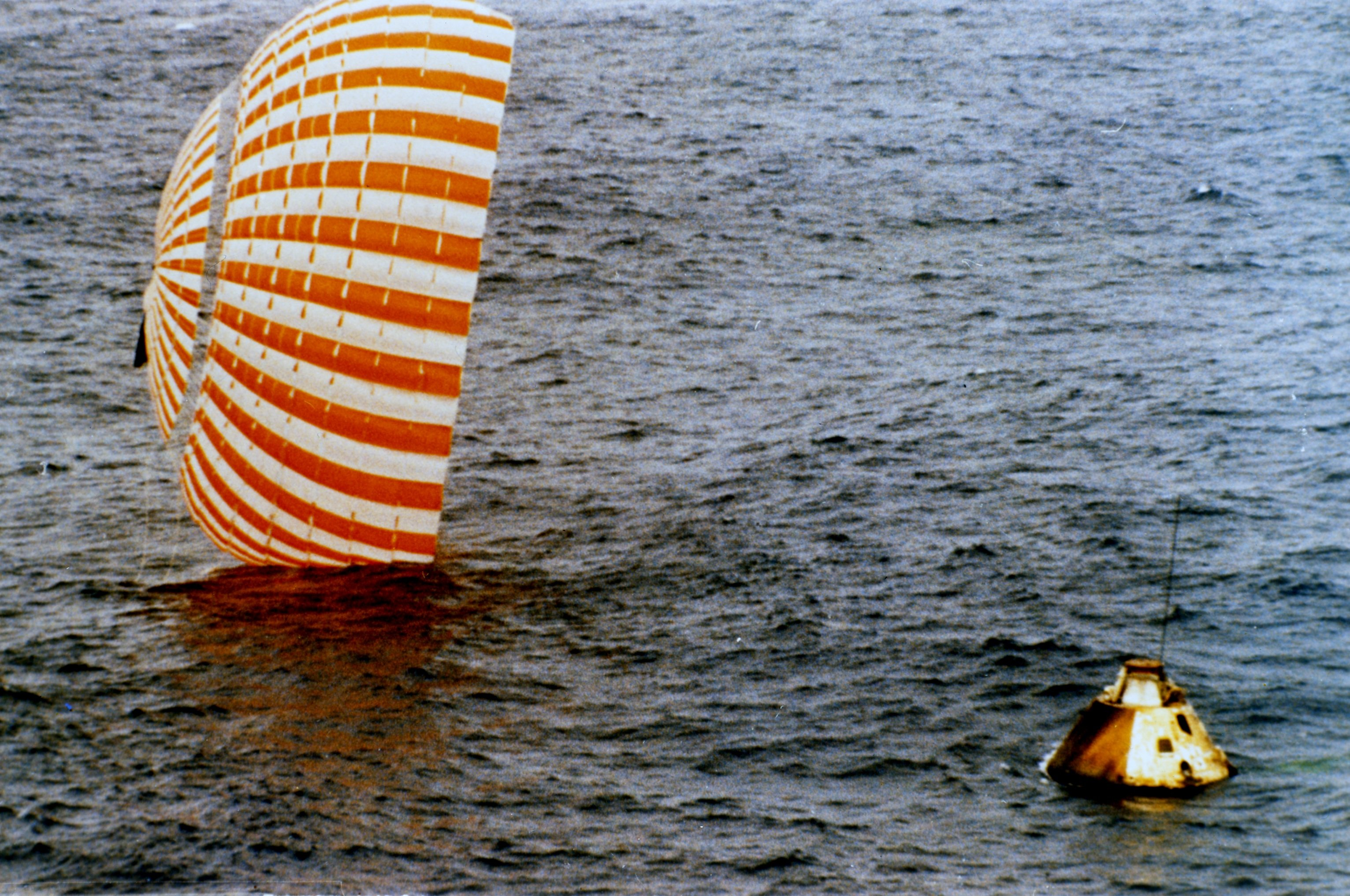
Amerrissage
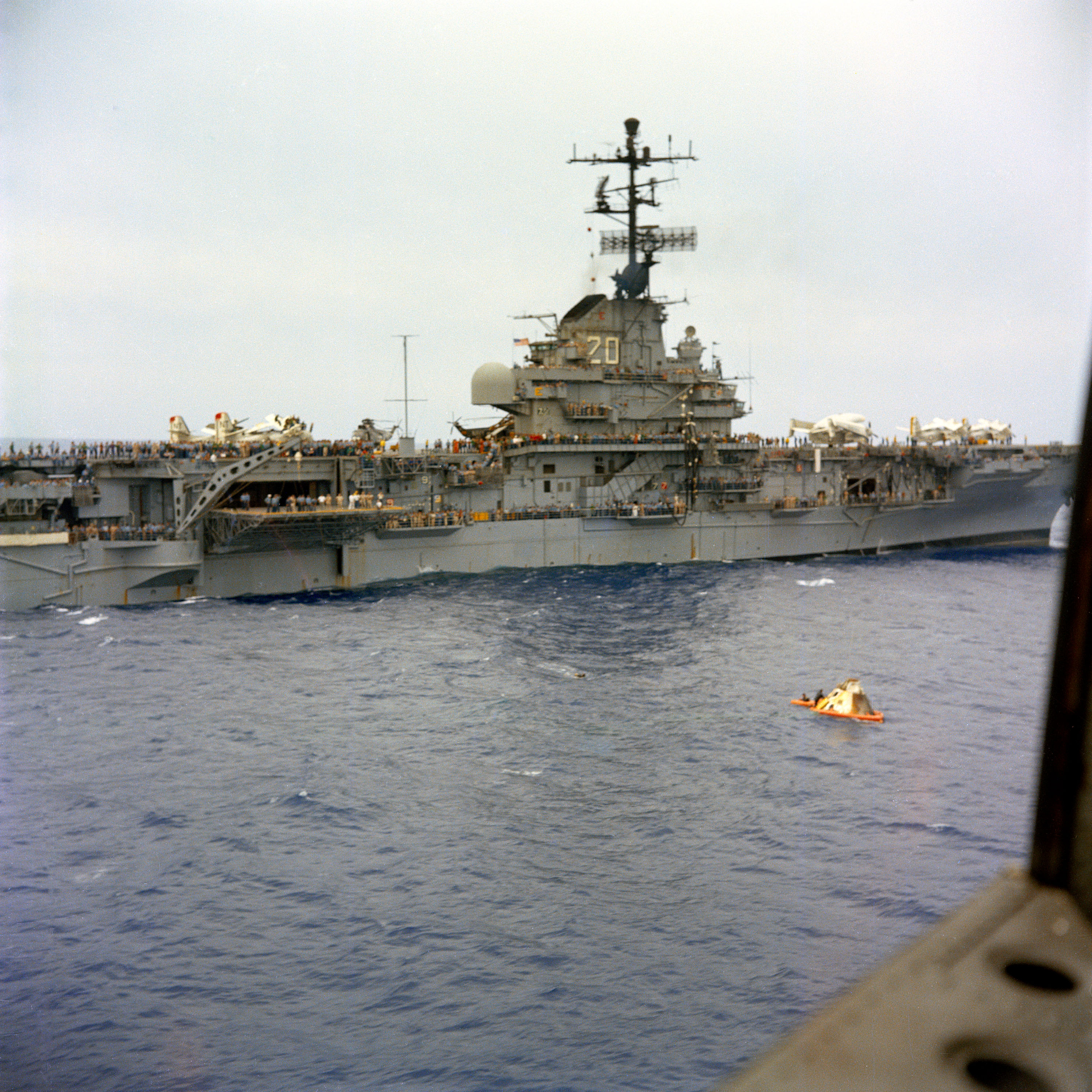
Le module de commande près du porte-avions Bennington
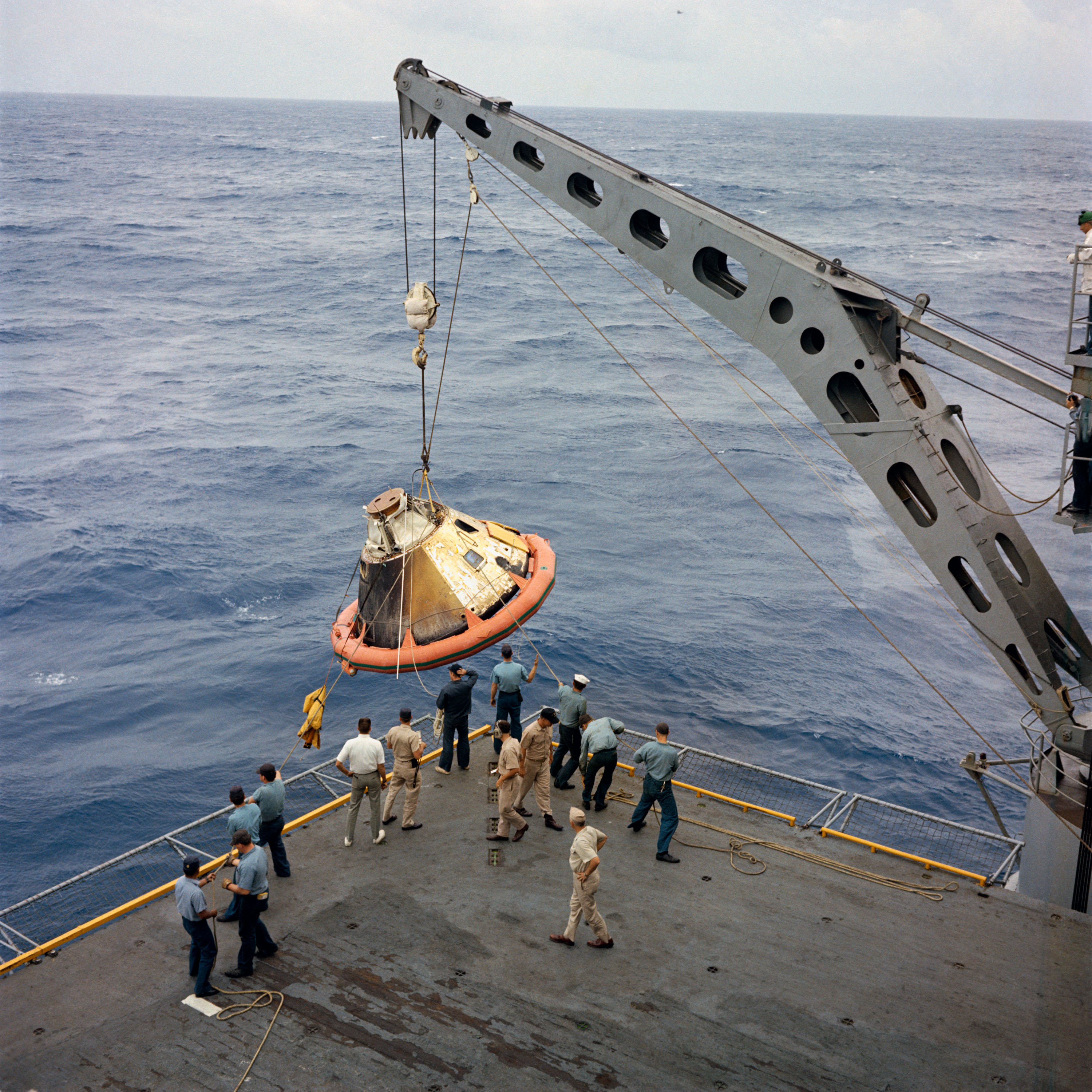
Le module de commande hissé sur le porte-avions Bennington
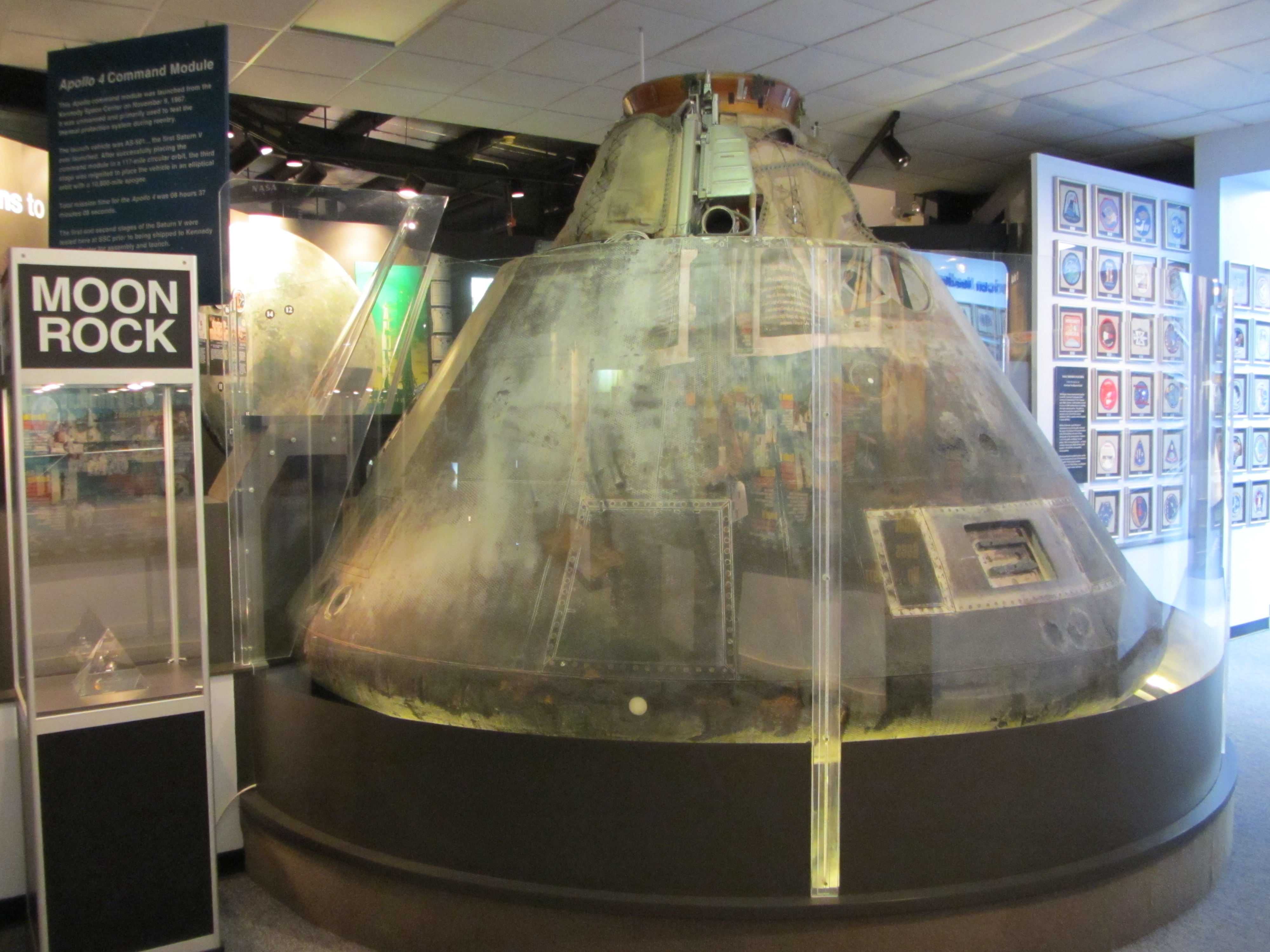
Le module de commande exposé à Port Saint Louis (Mississippi)